# Шамарин, Николай Евгеньевич
Николай Евгеньевич Шамарин (род. 13 июня 1959, Ленинград) — советский и российский хоккеист, нападающий.

## Биография
Воспитанник ленинградского СКА. В сезонах 1977/78 — 1978/79 играл во второй лиге за ленинградский «Судостроитель». В следующем сезоне выступал за СКА и фарм-клуб ВИФК. Сезон 1980/81 провёл в ВИФК. В следующем сезоне сыграл 12 матчей за СКА и перешёл в «Кристалл» Саратов, за который играл до сезона 1991/92. В следующем сезоне выступал в «Ижорце», после чего завершил карьеру.